# Los Pepes
Los Pepes (acrónimo de Los Perseguidos por Pablo Escobar) fue un grupo narcoparamilitar colombiano conformado por narcotraficantes ex-socios de Pablo Escobar y financiado principalmente por la cúpula del Cartel de Cali, argumentando ser perseguidos por Pablo Escobar. 
La alianza de Fidel Castaño y Carlos Castaño con la cúpula del Cartel de Cali se debió a que estos eran enemigos de Escobar por las rencillas que este libró contra alias Pacho Herrera, uno de los cuatro líderes de la cúpula del cartel de Cali, mientras que también estaba compuesta por personas de la élite antioqueña que iban en busca de venganza personal, y de varios miembros del Bloque de Búsqueda, del Gobierno, de sus organismos de inteligencia: como el DAS, y de las autoridades estadounidenses como la DEA.
Su líder, Fidel Castaño, excolaborador de Escobar, y el equipo, eran apoyados en materia financiera por los cabecillas del Cartel de Cali, quienes para la época eran los máximos competidores del Cartel de Medellín en el narcotráfico.

## Antecedentes
A finales de la década de 1970 empezaron a surgir organizaciones paramilitares en la región del Magdalena Medio como una forma de defensa contra las extorsiones de las que eran víctimas los hacendados de la región a manos de las guerrillas. Estas denominadas «autodefensas» empezaron a crecer en número y poder inicialmente cobrando dinero a los ganaderos por cuidar sus fincas y poco a poco empezando a usufructuarse del dinero producto del narcotráfico. Esta relación entre el narcotráfico y paramilitarismo se solidificó en 1981, cuando fue secuestrada Martha Nieves Ochoa, hija de Fabio Ochoa Restrepo y hermana de los narcotraficantes del Cartel de Medellín Jorge Luis, Juan David y Fabio Ochoa Vásquez por la guerrilla del M-19 en Medellín, tras los cual el Cartel crea un grupo llamado Muerte A Secuestradores (MAS) con apoyo de todos los miembros incluido Pablo Escobar.
El futuro jefe paramilitar Fidel Castaño había conocido a Escobar a finales de la década de 1970, y fue Escobar quien lo introdujo entonces al tráfico, lo que lo llevó a alcanzar una considerable fortuna. En 1981 el Frente 4 de las FARC-EP secuestró a Jesús Antonio Castaño, padre de Fidel. A pesar de que Fidel pagó 30 millones de pesos, su padre sería asesinado. Desde entonces Fidel y su hermano Carlos alimentaron la idea de vengar la muerte de su padre y crearon un grupo paramilitar que empezó a realizar masacres en el nororiente de Antioquia, en Córdoba y en Urabá en contra de las guerrillas de las FARC y el EPL, guerra sin cuartel que jugó un papel importante en la desmovilización de esta última guerrilla en 1991. Castaño ganó la atención nacional cuando en medio de este proceso de paz repartió miles de hectáreas a campesinos sin tierra al occidente de Córdoba.
Habiendo ganado relevancia política, Castaño y sus aliados consideraban que esto les daba una posición importante a la hora de tener una gran negociación con el gobierno nacional que involucrara no solo la desmovilización de las guerrillas sino también de los grupos paramilitares y sus aliados en el narcotráfico. El Cartel de Medellín libraba para entonces una sangrienta guerra contra el gobierno nacional, pero cuando la Asamblea Nacional Constituyente aprobó el artículo que prohibía la extradición de colombianos por nacimiento el 19 de junio de 1991, Escobar se entregó a las autoridades y fue recluido en la famosa Cárcel de La Catedral en Envigado. Desde allí pese a las promesas de no delinquir más, siguió controlando los hilos del negocio ilegal a través de otros dos aliados suyos que no se entregaron: Fernando «el Negro» Galeano, amigo cercano de Castaño, y Gerardo «Kiko» Moncada y varios de sus sicarios. Además, empezó a pedir a sus antiguos aliados un pago, en tanto él estaba pagando cárcel para que ellos pudieran continuar traficando drogas en completa libertad. Esta entrega y sometimiento a la justicia por parte de Escobar y sus hombres molestó a Castaño, quien creía que esto echaba al traste sus posibilidades de una negociación de mayor alcance con el Gobierno. Este sería uno de los principales puntos de distanciamiento entre Castaño y su viejo socio Escobar.
El Cartel de Medellín ya había entrado para entonces en conflictos con las autodefensas del Magdalena Medio, cuando al parecer estas destruyeron varias acciones de Escobar para introducir secuestradores en la región. Las autodefensas en respuesta habían empezado a aliarse con el rival Cartel de Cali y colaboraron en la Operación Centauro que fue lanzada contra Escobar en 1990. Henry Pérez, el primer comandante paramilitar y amigo cercano de Fidel Castaño, fue asesinado en julio de 1991 por órdenes de Escobar, y su sucesor Ariel Otero corrió la misma suerte a principios de 1992. 

## Surgimiento
Después de años de violencia y del periodo conocido como narcoterrorismo, se presentaron divergencias al interior del Cartel de Medellín, lo que generó alianzas de toda clase de enemigos de Pablo Escobar. Cuando Pablo Escobar se encontraba detenido en la cárcel de La Catedral, se dieron los asesinatos de Gerardo Moncada Cuartas y Fernando Galeano el viernes 3 de julio de 1992 por orden del mismo Escobar debido al robo de una caleta podrida (perteneciente a los Galeano y Moncada) de $USD 20,000,000 por parte de John Jairo Posada Valencia (alias el Titi) y Mario Castaño (alias Chopo). Sus respectivos hermanos William Moncada y Francisco Mario Galeano también fueron ultimados. Únicamente, se salvó de morir Diego Fernando Murillo alias «Don Berna», el jefe militar de Galeano. Esta fue presuntamente la causal de la enemistad de Escobar con muchos de sus antiguos socios, aunque otras versiones afirman que los hermanos Galeano y Moncada estaban empezando a tener negocios con el Cartel de Cali, para entonces enemigos de Escobar.  Fernando Galeano era un amigo muy cercano de Fidel Castaño,y tanto la familia de Galeano como la de Moncada buscaron una doble protección del cartel de Cali y de Fidel Castaño.
Tras la muerte de los Galeano y los Moncada, el fiscal General de la Nación Gustavo de Greiff Restrepo le informa al Presidente de la República, César Gaviria, y éste ordena al Ejército trasladar de prisión a Escobar para una guarnición militar para luego definir su situación jurídica, y en últimas trasladarlo a otra cárcel en el país. Después, Escobar retiene dentro de La Catedral al viceministro de Justicia Eduardo Mendoza De la Torre y al director de prisiones Hernando Navas Rubio haciéndoles confesar sus propósitos. Para entonces al parecer la relación entre Escobar y los hermanos  Castaño, sus antiguos aliados, se había deteriorado por completo. Según testimonio de Jhon Jairo Velásquez alias «Popeye» manifestado ante los medios, una de las razones fundamentales para la división entre Escobar y los hermanos Castaño habría sido una reunión efectuada en enero de 1990 en la que Pablo Escobar citó al entonces candidato presidencial de la izquierda Bernardo Jaramillo Ossa, para advertirle sobre el riesgo que corría de morir asesinado por parte de los hermanos Castaño a través del DAS. Los hermanos Castaño a su vez se habrían enterado de esto, y estando ellos identificados con la derecha, tomaron aquella reunión como un acto de traición por parte de Escobar. Otros aducen intereses económicos dentro del mismo Cartel de Medellín y que surgieron a partir de una guerra entre las mafias por intereses dentro del negocio. También se habla de diferentes actitudes hacía Estados Unidos y hacia el estado colombiano que habría generado las discrepancias. Probablemente todos estos factores, además del asesinato de Henry Pérez en 1991 y particularmente el de Fernando Galeano en 1992 llenaron de razones a los Castaño para querer colaborar con enemigos de Escobar. Altos oficiales del Bloque de búsqueda empezaron a cooperar con ellos y luego trabajaron estrechamente en conjunto con Los Pepes.
El 22 de julio de 1992, ante insistentes rumores de su traslado a otra cárcel y de los continuos movimientos alrededor de la cárcel, Pablo Escobar y un número importante de lugartenientes se fugaron desde la cárcel de la Catedral en Envigado. Perseguido y paranoico, Escobar buscó desenfrenadamente conseguir respaldo económico de sus amigos y aliados, dando inicio a una guerra suicida contra el gobierno y sus otros y numerosos enemigos. De inmediato la DEA y la CIA empiezan a colaborar conjuntamente con la policía colombiana y el reactivado Bloque de Búsqueda para iniciar una feroz cacería a Pablo Escobar. En este empeño, algunos de estos policías y miembros de la DEA y la CIA no dudaron en asociarse con los enemigos de Escobar, particularmente el cartel de Cali y el cartel del Norte del Valle, y paramilitares como Castaño y sus hermanos, que según varios reportes periodísticos ofrecieron ellos mismos sus servicios al Estado. Juntos formaron los Pepes (Perseguidos por Pablo Escobar), nombre supuestamente acuñado por el entonces comandante del Bloque de Búsqueda Hugo Aguilar, que usaron las mismas técnicas de intimidación y de violencia que Escobar. El grupo atacó al cartel de Medellín y más directamente a amigos, familiares y socios de Pablo Escobar, haciendo en la práctica y de facto una alianza para eliminar al narcotraficante colombiano. Sus acciones atrayeron enorme atención gracias que dejaban notas atribuyendo las acciones a la organización de los Pepes.
En conjunto con el Bloque de Búsqueda y los miembros de las agencias de seguridad estadounidenses, los Pepes establecieron primero un servicio de inteligencia paralela a cargo del coronel de la policía Danilo González. Los involucrados, especialmente Hélmer «Pacho» Herrera, establecieron un fondo común para financiar la guerra, inicialmente con cinco millones de dólares. Si bien los comunicados, miembros, métodos se mantuvieron ocultos y continuaron así a lo largo de varios años, se ha podido establecer que los jefes militares de la organización fueron los hermanos Fidel y Carlos Castaño Gil y también Diego Fernando Murillo alias «Don Berna», apoyados por la cúpula del Cartel de Cali y en alianza permanente con el coronel Danilo González de la Policía Nacional. Se cree que una de las motivaciones fundamentales de Castaño y los demás miembros de los Pepes era que al actuar en contra de Escobar podrían todos obtener beneficios judiciales como rebaja de penas e incluso inmunidad de parte del gobierno.
En el libro «Mi confesión» de Mauricio Aranguren Molina, Carlos Castaño cuenta pormenores sobre la creación del grupo Los Pepes, afirmando haber sido el ideador del nombre de la organización, la que según él colaboraba con el Bloque de búsqueda ya que él mantenía («y siempre tuvo», según sus propias palabras) varios amigos dentro de las Fuerzas Militares.

## Operaciones
Las primeras acciones de los Pepes contra Escobar ocurrieron en diciembre de 1992. Tras varios ataques con carros-bomba contra propiedades de Escobar, a comienzos de febrero de 1993 la organización envió una carta a las salas de redacción de los principales periódicos del país atribuyéndose los hechos y advirtiendo a Escobar que cuando quiera que atacase a alguna «persona indefensa» la organización le respondería con un ataque. En adelante, cada vez que la organización llevaba a cabo un asesinato o un ataque eran dejados mensajes y letreros en el lugar atribuyéndose tales hechos.
«Los Pepes» actuaron con las mismas tácticas intimidatorias que usaba el Cartel de Medellín. Las acciones fueron numerosas, pero cabe destacar la destrucción de dos haciendas que pertenecían a Hermilda Gaviria (madre de Escobar), la muerte del abogado Guido Parra y su hijo menor de edad el 16 de abril de 1993, el asesinato selectivo de escoltas, lugartenientes y contadores. Se caracterizaron por el uso continuo de explosivos en sus acciones a su vez profundizando el baño de sangre que vivía la nación.
Tras el asesinato de Parra y la subsiguiente recompensa ofrecida por el gobierno nacional por información sobre los líderes de la organización, los Pepes anunciaron su disolución en abril de 1993. Tal disolución, sin embargo, nunca ocurrió y la organización anunció la reactivación de sus operaciones el 29 de noviembre de 1993, a lo que Escobar respondió con una carta hecha a mano y dirigida a Miguel y Gilberto Rodríguez Orejuela, José Santacruz Londoño, Fidel y Carlos Castaño, Hélmer Herrera, y al coronel Hugo Martínez Poveda, comandante del Bloque de Búsqueda. En la carta afirmaba que el grupo ya había aparecido por primera vez el 13 de enero de 1988 y acusándolos de haber atacado miembros de su familia, así como a la Dijin en Antioquia de actuar como el brazo armado de los Pepes , con la supuesta complicidad del gobierno.
La amenaza permanente sobre la esposa e hijos de Pablo Escobar tendría un efecto desestabilizador sobre el jefe del Cartel. Información aportada por el coronel Danilo González, obtenida con la ayuda de los Pepes, llevó a que el 2 de diciembre de 1993 fuera encontrado y abatido Pablo Escobar.

## Tras la muerte de Escobar
La muerte de Pablo Escobar, el 2 de diciembre de 1993, marcó el fin de la alianza y de «Los Pepes». Algunos de sus miembros murieron en la guerra contra el Cártel de Medellín. Otros fueron arrestados ya que se convirtieron en el siguiente objetivo del Gobierno Colombiano y la Policía Nacional posterior a la muerte de Escobar (al igual que Gilberto Rodríguez Orejuela, Miguel Rodríguez Orejuela, Hélmer «Pacho» Herrera, José «Chepe» Santacruz, los cuatro líderes del Cártel de Cali) y otros se consolidarían como líderes de las autodefensas, que se agruparían años después bajo el nombre de AUC (Autodefensas Unidas de Colombia). Los hermanos Castaño (Carlos, Vicente y Fidel) fueron fundadores de varios grupos paramilitares y la fuerza impulsora detrás de la creación de las AUC. En febrero de 1993, Fidel Castaño se declaró fundador y creador de los Pepes y negó la participación de sus hermanos en la organización.
Otro miembro de Los Pepes, Diego Murillo Bejarano alias «Don Berna», se convirtió con el tiempo en líder de las AUC, así como en un importante narcotraficante de la Oficina de Envigado. 
Los integrantes de ‘Los Pepes’ nunca fueron judicializados. Carlos Castaño Gil reconoció esto en su autobiografía, afirmando: «Fuimos tolerados por la Fiscalía, la Policía, el Ejército, el DAS y la Procuraduría, y el propio presidente César Gaviria Trujillo nunca ordenó que se nos persiguiera. Los periodistas aplaudían en silencio. ¡Y así tenía que ser!».
El Institute for Policy Studies de los Estados Unidos ha investigado sobre las conexiones entre agencias de seguridad de ese país como la CIA y la DEA y Los Pepes. Han presentado una demanda en virtud de la Ley de Libertad de Información contra la CIA. Esa demanda ha dado como resultado la desclasificación de miles de documentos de la CIA, así como de otras agencias estadounidenses, incluido el Departamento de Estado, la DEA, la Agencia de Inteligencia de Defensa y la Guardia Costera de Estados Unidos. Estos documentos se han hecho públicos en el sitio web Pepes Project.

## En la cultura popular
El libro de Mark Bowden Killing Pablo destaca algunas de las operaciones de Los Pepes y describe algunas de las formas de cooperación y apoyo que el grupo supuestamente recibió de miembros de la Policía Nacional de Colombia.
Los Pepes aparecen en la segunda temporada de la serie de televisión de Netflix Narcos.